# شعب ناما
ناما (أو كما ورد في المصادر القديمة «ناماكوا 'Namaqua») هي شعب أفريقي يتواجد في ناميبيا وجنوب أفريقيا وبوتسوانا. يتحدث شعب ناما لغة ناما تقليدياً على الرغم من أنهم يتحدثون أيضاً لغة أفريقانية. يعتبر هذا الشعب أكبر مجموعة من شعوب خوي خوي الذين اختفى معظمهم كمجموعة، فيما عدا الناما. تعيش العديد من عشائر الناما في ناميبيا الوسطى وتعيش مجموعات صغيرة أخرى في ناماكوالاند والتي تقع اليوم على حدود ناميبيا مع جنوب أفريقيا.

## وصلات خارجية
- South African National Parks website